# 皮塔姆普尔
皮塔姆普尔（Pithampur），是印度中央邦Dhar县的一个城镇。总人口68051（2001年）。

## 人口
该地2001年总人口68051人，其中男性39725人，女性28326人；0—6岁人口12416人，其中男6464人，女5952人；识字率62.18%，其中男性为73.17%，女性为46.76%。